# Wilshire/La Cienega (Metro de Los Ángeles)
Wilshire/La Cienega es una estación en la línea D del Metro de Los Ángeles bajo construcción por la Autoridad de Transporte Metropolitano del Condado de Los Ángeles. Se encuentra localizada en los distritos de Fairfax en Los Ángeles, California, entre Wilshire Boulevard y la Cienega Boulevard.
La línea esta bajo construcción de fase 1 de la extensión purpura por Los Ángeles. Esta por completar en 2025.

## Servicios
Metro services
- Metro Local: 18, 20, 66, 207, 209
- Metro Rapid: 710, 720, 757, 920 (días de semanas en horas pico)